# Chiesa di Santa Lucia (Ortacesus)
La chiesa di Santa Lucia è un edificio religioso situato ad Ortacesus, centro abitato della Sardegna meridionale. Consacrata al culto cattolico, fa parte della parrocchia di San Pietro, arcidiocesi di Cagliari.